# Șilindia
Șilindia là một xã thuộc hạt Arad, România. Dân số thời điểm năm 2002 là 959 người.